# Podocnemis unifilis
Podocnemis unifilis é uma espécie de cágado de carapaça e pele negra com manchas amarelas na cabeça. Popularmente chamado de tracajá na região amazônica. Vive em muitas bacias hidrográficas do norte da América do Sul, entre elas a do Orinoco (Venezuela) e do Amazonas.  Possui peso variando de 9 a 12kg e tem sua carapaça no formato convexo e ovalado.

## Nomes vernáculos
- Língua kwazá[6]: kẽwẽ dori

## Habitat
O Tracajá habita as margens de rios, lagos, lagoas e florestas inundadas da Venezuela, Guianas e toda a Amazônia do Brasil, além de Colômbia, Peru, Equador e Bolívia. É um animal comum nessas áreas.

## Vida e Reprodução
O animal vive bastante, passando dos 60 anos e podendo chegar aos 90 anos. Ele se reproduz anualmente pondo de 15 a 30 ovos que são enterrados às margens dos rios e seus braços fluviais, estes vindo a eclodir depois de um período de 90 a 220 dias. A temperatura pode definir o sexo dos nascidos. Na vida adulta pode chegar aos 45cm e pesar 8kg.

### Alimentação
É considerado um animal onívoro, podendo alimentar-se de vegetais aquáticos e frutos, insetos e caramujos.  Criado em cativeiro alimenta-se de qualquer coisa que lhes ofereça, em pequenas partes.

## Sua Caça e uso na Culinária
Sua carne é amplamente consumida nas regiões onde habita, sendo alvo de caça predatória(que é irregular). Seus ovos também são consumidos entre ribeirinhos, em diversas formas. O animal geralmente é capturado por "malhadeiras" e também em seu período de desova, quando está em terra firme e tem seus movimentos muito lentos para escapar.